# Rasa de Sant Joan
La Rasa de Sant Joan és un torrent afluent per la dreta del Cardener que fa tot el seu curs pel terme municipal d'Olius.

## Xarxa hidrogràfica
La xarxa hidrogràfica de la Rasa de Sant Joan està integrada per 8 cursos fluvials (5 subsidiaris de 1r nivell i 2 de 2n nivell) que sumen una longitud total de 8.152 m. que transcorren íntegrament pel terme municipal d'Olius.

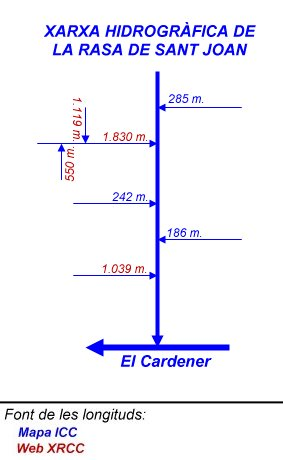
Xarxa hidrogràfica de la Rasa de Sant Joan

## Mapa del seu curs
- Mapa de l'ICC